# Velociraptorichnus
Velociraptorichnus („otisk/stopa rodu Velociraptor“) je ichnorod (taxon založený na fosilním otisku stopy), formálně popsaný roku 1995 na základě objevu ichnofosilií teropodního dinosaura v Číně. Typovým druhem je V. sichuanensis. Spadá do ichnočeledi Dromaeopodidae.

## Charakteristika

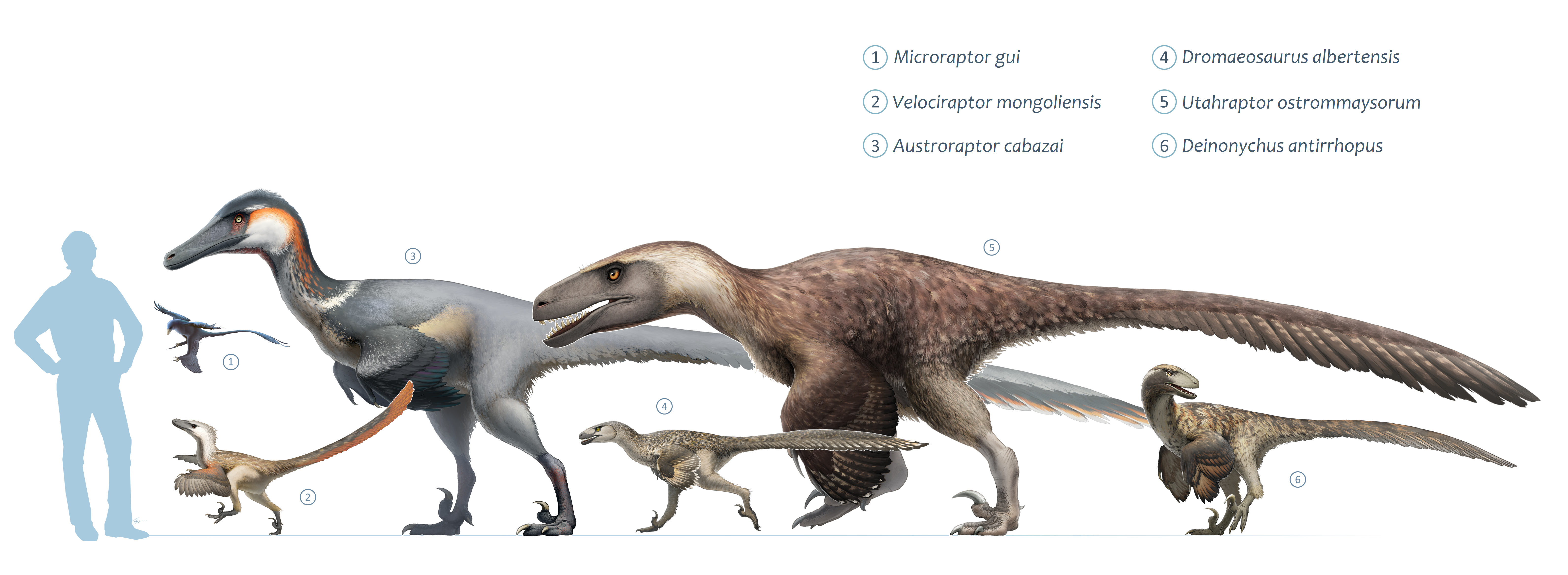
Přehled a velikostní srovnání některých dromeosauridů, pravděpodobných původců stop z ichnorodu Velociraptorichnus.

Tento typ stopy vytvořili "srpodrápí" teropodní dinosauři z čeledi Dromaeosauridae, jak dokládají pouhé dva zřetelně otisknuté prsty (jeden byl při chůzi a běhu držen ve vzpřímené pozici). Ichnofosilie tohoto typu byly objeveny na mnoha místech světa. Zajímavým objevem je nález z Polska, který poukazuje na velmi rychle běžícího dromeosaurida, dosahujícího dle výpočtů rychlosti až kolem 50 km/h.
Typový exemplář z Číny měří na délku jen 10 cm, což odpovídá celkové délce těla asi 1,2 až 1,6 metru a hmotnosti 3,9 až 5,6 kilogramu. O trochu větší byl exemplář z Polska, jehož stopa měří na délku asi 16 cm (celková délka 1,9 až 2,6 metru a hmotnost až 23 kg). Objevy z Číny ukázaly, že původci těchto stop kráčeli rychlostí kolem 6,1 km/h.